# تسرب النفط في حرب الخليج الثانية

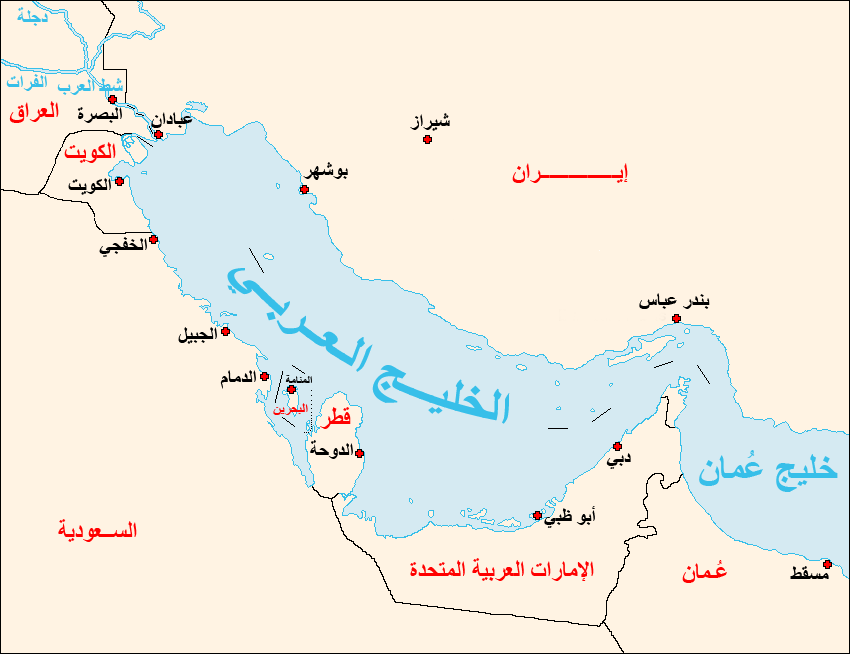

تسرب النفط في حرب الخليج الثانية أحد أكبر التسربات النفطية في التاريخ نتيجة حرب الخليج الثانية في عام 1991. كان الهدف الاستراتيجي الواضح هو إحباط الهبوط المحتمل من قبل قوات مشاة بحرية الولايات المتحدة. كما جعلت قيادة احتياطيات النفط في خطر بالنسبة للقوات الأمريكية حيث تم منع الرؤية والحركة. ذكرت التقارير المباشرة من بغداد أن الغارات الجوية الأمريكية تسببت في تصريف النفط من ناقلتين. حددت قوات التحالف المصدر الرئيسي للنفط ليكون محطة الجزيرة البحرية في الكويت. في 26 يناير دمرت ثلاث طائرات مقاتلة أمريكية من طراز إف - 117 نايت هوك خطوط أنابيب لمنع المزيد من التسرب في الخليج العربي. تم العثور على عدة مصادر أخرى للنفط: ناقلات ومصفاة نفطية كويتية متضررة بالقرب من ميناء الأحمدي وناقلات بالقرب من جزيرة بوبيان ومحطة ميناء البكر العراقية.

## التأثير البيئي
تراوحت التقديرات الأولية لحجم التسرب حوالي 11,000,000 برميل أمريكي (1,300,000 متر مكعب). ومع ذلك تم تعديل هذه الأرقام بشكل كبير من خلال دراسات لاحقة وأكثر تفصيلا من قبل الحكومة (4,000,000 برميل أمريكي (480,000 متر مكعب) إلى 6,000,000 برميل أمريكي (720,000 متر مكعب) وخاص (2,000,000 برميل أمريكي (240,000 متر مكعب) إلى 4,000,000 برميل (480,000 متر مكعب)).
وصلت البقعة إلى الحد الأقصى لحجم 101 ميل (160 كيل متر) على بعد 42 ميلا (68 كيلو متر) وكان سمكها 5 بوصات (13 سنتيمتر) في بعض المناطق. على الرغم من عدم اليقين الذي يحيط بحجم التسرب فإن الأرقام تضعه عدة مرات الحجم (من حيث الحجم) في نفس مستوى تسرب إيكسون فالديز النفطي.
ذكرت صحيفة نيويورك تايمز أن دراسة أجريت عام 1993 برعاية اليونسكو والبحرين وإيران والعراق والكويت وعمان وقطر والمملكة العربية السعودية ودولة الإمارات العربية المتحدة والولايات المتحدة وجدت أن التسرب لم يتسبب في «ضرر طويل الأجل». تبخر النفط وتمت استعادة 1,000,000 برميل أمريكي (120,000 متر مكعب) و 2,000,000 برميل أمريكي (240,000 متر مكعب) إلى 3,000,000 برميل أمريكي (360,000 متر مكعب) تم غسلها من على الشاطئ لا سيما في المملكة العربية السعودية.
اتجهت الدراسات العلمية الحديثة إلى عدم الاتفاق مع هذا التقييم. استمرت الأهوار وشقق الطين في احتواء كميات كبيرة من النفط بعد أكثر من تسع سنوات ومن المرجح أن يستغرق التعافي الكامل عقودا.
الدكتورة جاكلين ميشيل عالمة الجيولوجيا الأمريكية (مقابلة 2010 - نسخة من البث الإذاعي):
الدكتور هانز-يورغ بارث الجغرافي الألماني ذكر في تقرير بحثي عام 2001:
ذكرت صحيفة فاينانشال تايمز في إشارة إلى أن التسرب النفطي في خليج المكسيك 2010 تقييم متفائل لعام 1993 للتسرب النفطي لحرب الخليج الثانية كدليل على أن «التحذيرات الأولية من الأضرار البيئية الكارثية الناجمة عن التسربات النفطية يمكن أن تكون مبالغ فيها».